# Lonely Boy (The Black Keys)
Lonely Boy is een single van The Black Keys. Het is afkomstig van hun album El Camino.

## Lied
De schrijver bevindt zich in een onbeantwoorde liefde. Hij is stapelverliefd, maar zij weet het nog niet; hij zwelgt in eenzaamheid. Het lied is geschreven in e mineur. De band hield de muziek minimalistisch, ze gebruikten steeds dezelfde akkoorden. Die soberheid is ook terug te vinden in de bijbehorende videoclip. Een bewaker/acteur Derrick T. Tuggle staat wat onbeholpen te dansen voor een hotelingang, terwijl hij het lied playbackt. Er was eerst gekozen voor een clip met meer dan veertig mensen (waaronder de huidige acteur) , het resultaat viel tegen. Men nam een nieuwe versie op waarin alleen Tuggle te zien is. Zijn dansje werd vergeleken met die van John Travolta in Saturday Night Fever en Pulp Fiction en die van Alfonso Ribeiro (Carlton Banks) in The Fresh Prince of Bel-Air. Het filmpje viel in de prijzen tijdens de MTV Video Music Awards Best Rock Video versie 2012. Het won voorts twee prijzen tijdens de 55e Grammy Awards. In de daaropvolgende jaren waren er heel wat instanties en artiesten die het liedje gebruikten, vooral in televisieseries was het enige tijd populair.

## Platenhoes
De platenhoes kwam ook per toeval tot stand. Michael Carney wilde nog een foto nemen van de geluidsstudio waar zij hun album Rubber factory hadden opgenomen. Al wat er van over was was een leeg terrein; de studio bleek gesloopt. Op het terrein stond alleen nog een eenzame en verdwaalde bulldozer.

## Hitnotering
Een grote hit werd het niet. In de Billboard Hot 100 bleef het steken op plaats 64; in het Verenigd Koninkrijk op plaats 80. Opvallend is het verschil tussen de hitnoteringen in Nederland en België. De Nederlandse Top 40 en de Belgische BRT Top 30 kennen overigens Lonely Boy niet.

### NederlandseSingle Top 100
| Positie: | 98 | 95 | 95 | 80 | 87 | - | 84 | uit |

### VlaamseUltratop 50
| Positie: | 41 | 45 | 34 | 13 | 20 | 23 | 21 | 17 | 14 | 20 | 34 | 33 | 47 | 50 | uit |

### NPO Radio 2 Top 2000
| Nummer met noteringen in de NPO Radio 2 Top 2000 | '15  | '16  | '17 | '18  | '19  | '20  | '21  | '22  | '23 | '24  |
| ------------------------------------------------ | ---- | ---- | --- | ---- | ---- | ---- | ---- | ---- | --- | ---- |
| Lonely Boy                                       | 1906 | 1053 | 912 | 1231 | 1004 | 1063 | 1127 | 1073 | 978 | 1081 |

1. ↑  Een vetgedrukt getal geeft de hoogste notering aan.
2. ↑  2015 was het eerste jaar met een notering voor dit nummer.